# ブラクストン・ブラッグ
ブラクストン・ブラッグ（英: Braxton Bragg、1817年3月22日-1876年9月27日）は、アメリカ陸軍の職業軍人であり、アメリカ連合国の大将になって、南北戦争では西部戦線の主要指揮官を務めた。

## 生涯

### 生い立ちと初期の軍歴
ブラッグはノースカロライナ州ウォレントンで、後のアメリカ連合国司法長官トマス・ブラッグの弟として生まれた。子供時代に母が刑務所に入っていたので、しばしば嘲弄された。1837年に陸軍士官学校を同期50人のうち5番目の成績で卒業し、第3アメリカ砲兵隊の少尉に任官された。
ブラッグはフロリダ州で第二次セミノール戦争に参戦し、テキサス州の占領にも加わった。米墨戦争では名誉ある傑出した働きを示して名誉昇進を果たし、1846年5月のブラウン砦の包囲戦で大尉、同9月のモンテレーの戦いで少佐、1847年2月のブエナ・ビスタの戦いで中佐となった。1846年6月には正規軍の大尉に昇進した。
メキシコでの功績によってその上官だったザカリー・テイラーに一目置かれた。
厳格なしつけが厳しい人という評判があり、規則に完全に固執する者だった。辺境基地の中隊指揮官として補給係将校も務めていたブラッグに関する有名だがおそらくは信憑性の無い逸話がある。ブラッグは自分の中隊のために物資の要求書を提出し、続いて補給係将校としてその要求を入れることを拒否した。中隊指揮官としてその要求の追加理由をつけて要求書を再提出したが、補給係将校としてその要求を再度否定した。これでは一人で手詰まりになっていることを認識し、この問題を基地の指揮官に上げた。指揮官は「おやおや、ブラッグ君、貴方は軍隊のどの士官とも喧嘩してきた。今は自分と喧嘩しているんだな！」と叫んだ。1847年8月と9月に2回、部隊兵の何人かがブラッグを暗殺しようとしたが、どちらの場合も傷つけられることは無かったと言われている。2回の試みで甚だしいのは、兵士の一人がブラッグの小屋の下に12ポンド砲弾を仕掛けて爆発させた。小屋は破壊されたが何故かブラッグはかすり傷一つ負わずに出てきた。
1856年、ブラッグはアメリカ陸軍を除隊し、ルイジアナ州チボドーで砂糖農園主となった。ルイジアナ州公共事業局の理事も務めた。

### 南北戦争

#### 南北戦争初期の経歴
南北戦争が始まる前に、ブラッグはルイジアナ州民兵隊の大佐となり、1861年2月20日には民兵隊の少将に昇進した。4月16日までニューオーリンズ周辺の部隊を指揮したが、その任務は3月7日付けでアメリカ連合国の准将に移籍された。フロリダ州ペンサコラの部隊および西フロリダ方面軍を指揮し、9月12日には少将に昇進した。その指揮範囲はアラバマ州まで拡げられ、10月にはペンサコラ軍の指揮官となった。その業績は成功であり、友人のリチャード・テイラーと共に自隊を南軍の中でも最も訓練の行き届いた部隊にした。
ブラッグは自隊をともなってミシシッピ州コリンスに行き、既に集められていた南軍の規律の足りなさを改善することに関わった。シャイローの戦いでは1個軍団を率い、断片的な正面攻撃でホーネッツネストを襲った。
南軍の指揮官アルバート・ジョンストン将軍が戦死した後で、P・G・T・ボーリガード将軍が指揮を引き継いだ。その日1862年4月6日、ブラッグは大将に昇進し、南軍の歴史の中でも7人しかいない大将の一人となり、ミシシッピ軍の指揮官を割り当てられた。
翌日、南軍はコリンスまで撤退させられた。コリンスの包囲戦後、ボーリガードが病気のために戦線を離れたが、その出発をジェファーソン・デイヴィス大統領に報せることができず、許可無しに2週間不在だった。デイヴィスはボーリガードのコリンスでの行動がまずかったために代わりの者を探しており、ボーリガードが許可無しに戦線を離れたために口実ができた。ブラッグは1862年6月にテネシー軍の指揮官としてその後任に指名された。

#### テネシー軍
1862年8月、ブラッグはケンタッキー州に侵入した。これはその境界州で南軍側の支持者を決起させ北軍ドン・カルロス・ビューエル少将をオハイオ川の向こうに追い遣ることを期待したものだった。ブラッグはミシシッピ州テューペロからテネシー州チャタヌーガまで歩兵隊を鉄道で移動させ、一方騎兵隊と砲兵隊は道路を進んだ。チャタヌーガまで軍隊を動かすことで、この町に進んでいたビューエルの機先を制すことができた。一旦チャタヌーガで軍隊を集結させると、ブラッグは、テネシー州ノックスビルから別部隊を指揮しているエドマンド・カービー・スミス中将の部隊と協働して北のケンタッキー州に進む作戦を立てた。マンフォードビルの戦いでは4,000名以上の北軍兵士を捕虜にし、続いてケンタッキー州バーズタウンに進軍した。10月4日、ケンタッキー州暫定南軍知事リチャード・ホーズの就任宣誓式に出席した。ブラッグの軍隊で一翼を担うレオニダス・ポーク少将の部隊が10月8日にペリービルの戦いでビューエル軍と対峙し、戦術的な勝利を得た。
カービー・スミスがポークの成功をさらに活かそうとして「お願いだから将軍、ここでビューエル軍と戦おう」と懇願した。ブラッグは、「私がそれをやるよ」と答えたが、ある観察者に拠れば、「スミス、ハーディおよびポークにとっては単に愕然とさせるような当惑と動揺」を示しており、その軍隊にはカンバーランド渓谷を通ってノックスビルまでの撤退を命令した。ブラッグ自身はこの撤退を巨大な襲撃の成功した頂点としての退却と言った。ブラッグには退却に幾つかの理由があった。ミシシッピ州北部ではアール・ヴァン・ドーンとスターリング・プライスが第二次コリンスの戦いで敗北し、ロバート・E・リーはメリーランド方面作戦で失敗したというがっかりさせるような報せが届いていた。ブラッグは自軍がさらに孤軍で勝利を上げたとしても得るものが少なく、しかるに敗北すれば集められたはずの豊富な食料や物資だけでなく、自軍にとっても損失となると考えた。ブラッグは妻に宛てて「南西部全体が敵軍の領地となった現状で、私の高貴で小さな軍隊がテントや靴も無いままに北部の気候で氷に閉ざされ、毎日のパンなどを調達しなければならないとしたら、私の罪は許し難いものになっただろう」と書き送った。
ケンタッキー州侵入は、アラバマ州北部やテネシー州中部の大半から北軍を追い出し、北軍は失地を回復するために1年間を要したものの、戦略的には失敗だった。ブラッグは幾つかの新聞や2人の部下の将軍、ポークとウィリアム・J・ハーディに批判されたが、ケンタッキー州侵入の失敗について南軍最高司令部の中に広まった多くの非難があった。ブラッグとカービー・スミスの軍隊は統一された指揮系統が無かった。ブラッグは、南軍にとって利点を生かせる主要戦場だったビューエルの通り道、マンフォードビルから遠く離れて軍隊を動かしていたことに責めがあった。ポークもまた、その日戦闘の前と最中にブラッグの指示に従わなかった責めがあった。
12月、ブラッグはストーンズリバーの戦いを行い、北軍ウィリアム・ローズクランズ少将をもう少しで打ち破るところだったが、軍団指揮官ハーディとポークの勧奨の後で、戦場から軍隊を引きテネシー州タラホーマに撤退した。ブラッグに対する攻撃がまた始まり、ブラッグの支持者数人も今度は彼に背を向けた。ジェイムズ・M・マクファーソンは、ストーンズリバーの事後について次のように書いた。
ストーンズリバーはまた非難がブラッグ一人の上に拡がったもう一つの機会だった。ブラッグは戦闘が行われた場所について責められるべきだった。そこでは攻撃する南軍にほとんど利点がなく、守る北軍に多くの利点があった。軍事目標の選定もまずく、ブラッグ軍が拡がって弱くなっていくにつれて、北軍の防御前線は集中し強くなっていった。1863年1月2日にブラッグがジョン・ブレッキンリッジに命じた賢明でない攻撃は得るところがなく軍隊を弱めた。しかし、その部下達は様々な程度で問題があった。経験の足りないジョン・P・マッコーン少将は、ブラッグの命令に対する不服従で軍法会議にかけられ有罪となった。この行動のためにその師団の攻撃を弱め、おそらくは南軍の勝利にも損失を出させた。師団指揮官B・フランクリン・チーザムに対する飲酒の告発は的を射ており、チーザムは戦闘中にひどく酔っていたので兵士を前に先導するときに落馬したという主張があった。ポークとハーディは共にその攻撃の連携を取らず梯形編成で攻撃することを選び、それが混乱を大きくしたことで責められるべきである。カーター・L・スティーブンソン少将の師団をビックスバーグの防衛に送ったジェファーソン・デイヴィスにも責めはある。これらの部隊を失ってブラッグ軍を弱め、もしブラッグがこれらの部隊を持っておれば、勝利は可能であったかも知れない。
ブラッグ軍の多くの者が戦闘の後で、ケンタッキー州侵入の失敗と最近のマーフリーズボロ（ストーンズリバー）での敗北を引き合いに出し、軍隊におけるブラッグに対する信頼の欠如を理由としてブラッグの配転を求めた。ポークが首謀者となり、友人のデイヴィス大統領の影響力を使おうとして、一連のデイヴィス宛の手紙で何故ブラッグが軍の指揮官から外されるべきかを説明した。ハーディがこの件ではポークの副司令になり、ブラッグには友好的な顔をする一方で、軍隊の士官達のところに行ってはブラッグに反対する理由を説いて回った。デイヴィスはブラッグかポークかを選択することを迷い、西部戦線の南軍総指揮官であるジョセフ・ジョンストンを使ってブラッグを指揮官から外させる権限を持たせることにした。ジョンストンはブラッグを訪問し、軍の全体士気が高いことを見出して、ブラッグをそのままにしておくことにした。ブラッグはタラホーマからチャタヌーガに転戦し、1863年6月下旬のローズクランズによるタラホーマ方面作戦ではジョージア州に入った。この方面作戦では、ローズクランズが常に南軍を出し抜いていった。
ローズクランズは獲得した領域を強固にしチャタヌーガをしっかりと確保した後で、ジョージア州北部に軍隊を動かしてブラッグ軍と対抗した。ブラッグはその部下達の一部から命令の軽視を味わい始めた。9月10日、トマス・C・ヒンドマンおよびD・H・ヒル両少将は、勢力に勝るジェイムズ・S・ネグリー准将の北軍に対する攻撃命令を拒否した。9月13日、ブラッグはポークにトマス・L・クリッテンデン少将の軍団を攻撃するよう命令したが、ポークはその命令を無視し、攻撃に向かわんとするのは自分だということを強調して多くの軍隊を要求した。ローズクランズはこれらの遅れを利用して分散していた部隊を集結させた。
最終的に9月19日と20日に、ブラッグ軍はミシシッピ州から2個師団、東テネシー方面軍から1個師団と数個旅団、およびリーの北バージニア軍からジェイムズ・ロングストリート中将の2個師団の増援を受け、ジョージア州北東部でローズクランズ軍追撃に転じ、チカマウガの戦いで大きな損失を出させて打ち破った。この南軍の勝利は南北戦争の西部戦線で最大のものとなった。この戦闘の後で、ローズクランズはチャタヌーガまで撤退し、ブラッグはチャタヌーガ市に対して包囲戦を布いた。ブラッグはこの勝利を利用して軍隊内の敵対勢力の排除を行うことにし、ポークとヒルを転属させることに成功した。ブラッグはポークが指示に従わなかった多くの事例を挙げて非難した。ポークの同調者だった多くの将軍達の一人、ヒルは声高くブラッグのことを非難したので、デイヴィスはヒルを指揮官から外し、中将への昇進も取り消した。
チカマウガの後で南軍作戦司令部に危機的状況が訪れた。ブラッグの部下である将軍達の何人かは、ブラッグがチャタヌーガから北軍を追い出し追撃して、先の勝利を有効に使う意志に欠けていると認識して憤懣を募らせた。特にポークは指揮官を外されたことで激怒した。多くの師団および軍団指揮官を含む反乱分子は隠密裏に大統領に会って請願を行う準備をした。請願書の著者の名前は知られていないが、歴史家達は表の最初に署名があるサイモン・バックナーだったと想定している。
ロングストリート中将は陸軍長官宛てに手紙を書き「我々が今の指揮官を戴く限り、神の手以外我々を救いも助けもしない」と予測した。ネイサン・ベッドフォード・フォレストはブラッグとの長い付き合いで不満を抱いており、チカマウガの後で北軍を追撃も打破もできなかったことを苦々しく思い、再度ブラッグの下で従軍することを拒否した。フォレストはブラッグに面と向かって「貴方はろくでなしの役割を演じている。...もし貴方が私を遮ろうとしたり、私の前を横切ろうとすれば、貴方の命が危ないときになる」と言った。
テネシー軍はまさに反乱の瀬戸際にあり、ジェファーソン・デイヴィスは躊躇いながらチャタヌーガに出向き、自ら状況を判断して軍隊内の不平の波を抑えようとした。ブラッグは危機の解決のために辞任を申し出たが、最終的にデイヴィスはブラッグの解任を決断し、他の将軍達を叱責し、その苦情「悪意の軸」を止めさせた。
北軍は指揮官がユリシーズ・グラント少将となり、補強もされて、11月24日南軍をルックアウト山の地の利を得た陣地から追い出し（雲の上の戦いとして有名）、翌日にはミッショナリー・リッジから排除することで包囲を破った。ミッショナリー・リッジでの第三次チャタヌーガの戦いの結果、南軍はかろうじて全軍の崩壊を免れる程度まで潰走し、ジョージア州に撤退した。チャタヌーガの陣地を失ったことの一端は、大砲を誤った場所に据えたことがある。このとき軍事的な頂点に大砲を据える代わりに、実際の尾根の頂点に据えていたので、近付く歩兵隊が遮蔽される場所を作ってしまった。ブラッグはデイヴィスの助言に従い、ノックスビルにいる北軍アンブローズ・バーンサイド少将の部隊を包囲するために、ロングストリート中将とその師団およびサイモン・バックナーとその師団を派遣していた。この移動をロングストリートは喜んで受け、ブラッグはロングストリートがバーンサイドの動きを封じてグラントの応援には来られないと信じていた。チャタヌーガでの南軍崩壊直後に、デイヴィスはブラッグの辞意を承認し、アトランタ方面作戦でシャーマンと対抗する軍隊を率いていたジョセフ・ジョンストンを後任とした。

#### 最後の日々
1864年2月、ブラッグはリッチモンドに派遣された。その公式命令は「アメリカ連合国諸州の軍事作戦遂行にあたること」とされてはいたが、実質的にはかってロバート・E・リーが当たっていた直接の指揮が無くデイヴィスに軍事的助言を行う役目だった。ブラッグはその組織化能力を使い汚職を減らし物資供給の仕組みを改善した。南軍の徴兵の仕組みについて、指示の鎖を合理化し徴兵に関する抗議の流れを減らすことで、形を整えた。後には、ノースカロライナ州ウィルミントンの防衛軍、ノースカロライナとバージニア南部方面軍、ジョージア州オーガスタ防衛軍、同じくサバンナ防衛軍、サウスカロライナ州チャールストン防衛軍および1865年1月には再びウィルミントン防衛軍を順番に指揮した。第二次フィッシャー砦の戦いにおける指揮ではウィルミントンを失うことになったが、防衛軍の大部隊と共に脱出に成功し、キンストンでは小さな勝利を収めた。戦争の終わり近く、ジョセフ・ジョンストン指揮下のテネシー軍で軍団指揮官（指揮した範囲は1個師団以下の大きさだった）を務め、シャーマンに対抗するカロライナ方面作戦に従軍し、ベントンビルの戦いに加わった。リーがアポマトックス・コートハウスで降伏した後、ブラッグはジェファーソン・デイヴィスに伴いサウスカロライナ州を通ってジョージア州に逃亡した。

### 戦後
戦後、ブラッグはニューオーリンズ浄水場の監督官を務め、後にアラバマ州の主任技師になってモービルの港湾改良を監督した。その後テキサス州に移り、鉄道監査役になった。
ブラッグはテキサス州ガルベストンで友人と通りを歩いているときに、突然倒れて不帰の人となった。地元の伝説ではブラッグが死んだ場所の近くに不思議な灯りがあり、ブラッグの灯りと呼ばれている。モービルのマグノリア墓地に埋葬されている。

## 議論のある遺産
ジェームズ・マクファーソンの『西部を失ったブラッグ、ジョン・C・ペンバートンおよびジョン・ベル・フッドのようなへまをした人々』に対する引用では、多くの現代歴史家の判断を要約している。ブラッグの軍隊指揮官としての欠点は想像力の働かない戦術、ほとんど正面攻撃に頼っていたこと（例えばシャイローの戦いのホーネッツネスト、ストーンズリバーでのブレッキンリッジの攻撃、およびチカマウガでの多くの例）、および戦闘後のフォローの欠如で戦術的な勝利あるいは引き分けを戦略的な落胆に変えてしまうこと（ペリービルとチカマウガ）が含まれていた。そのひねくれた気性、敗北を他人の性にする傾向およびまずい対人関係技術は疑いもなく同時期の成功に乏しかった者達の多くよりも直接に批判されるべきものだった。歴史家のピーター・カズンズはブラッグの部下との関係を次のように書いた。
近年反論が幾つか現れた。ジュディス・リー・ハロックは西部戦線における南軍の敗北をブラッグの責任にするのは「ブラッグ・シンドローム」だと言った。大半の者はブラッグがまずい軍隊指揮官だということに同意するが、ハロックやスティーブン・ウッドワースのような歴史家達は組織のまとめ役としての彼の技術を引き合いに出し、幾つかの戦いにおけるその敗北は一部は運の無さと、特にポークのような無能な部下の責にもありうるとしている。その問題の多かった部下の中で、ハーディはブラッグの側にあっても良識ある軍人だったと考えられている。ポークは性格的に勇敢でカリスマ的なところもあったが、不服従と散発的な攻撃について知られる単なる平均的な戦術家だった。
不運にもポークはデイヴィスの友人であり、デイヴィスはポークを解任することを望まなかった。ブラッグもまたデイヴィスがロバート・E・リーやアルバート・ジョンストンに与えた支持を得ることはなかった。
ブラッグの能力が1861年や1864年にのみ適切に使われたことは、南軍がその将軍達の多くを適当に使いこなせなかったことを示してもいる。
ブラッグはその欠点にも拘らず、テイラー、デイヴィス、ボーリガードおよびアルバート・ジョンストンのような上官に印象を与える機会が持てた。
歴史家のグレイディ・マックホワイニーやスティーブン・ウッドワースは、一般に信じられていることとは対照的に、デイヴィスとブラッグは友人ではなく、戦前から激しく喧嘩していた。
デイヴィスはブラッグに感心したが、1863年初期には進んで解任しようとした。デイヴィスは適当な後任が見つからなかったこともあってブラッグを解任しなかった。これはデイヴィスに付いて回った問題だった。ブラッグを最も手厳しく批判する者であっても適当な代替者を提案することは一般にできていない。

## 記念
幾つかの地名などにブラクストン・ブラッグは記念されている。
- ノースカロライナ州ファイエットビルにある主要アメリカ陸軍基地で、第82空挺師団の本部でもあるフォートブラッグ基地
- カリフォルニア州北西部の町フォートブラッグ。ブラッグが将軍になる数年前に名付けられた。
- テキサス州ブラッグ。現在はゴーストタウン、ブラッグ・ステーションとも呼ばれる、ハーディン郡クーンツの西約10マイル (16 km)に位置する。